# Michaił Koszkin
Michaił Iljicz Koszkin, ros. Михаил Ильич Кошкин (ur. 21 listopada?/3 grudnia 1898, zm. 26 września 1940) – radziecki konstruktor wojskowy, kierownik prac nad projektem czołgu T-34.

## Życiorys
Początkowo był pracownikiem fabryki cukierków. Po wybuchu wojny domowej brał aktywny udział w walkach w szeregach Armii Czerwonej. Od 1921 z przerwami do 1934 studiował inżynierię. W 1937 rozpoczął w biurze projektowym Charkowskiej Fabryki Parowozów prace nad konstruowaniem czołgu mającego zastąpić serię czołgów BT. Zaprojektował dwa prototypy: A-20 i doskonalszy A-32. Oba prototypy zostały osobiście zatwierdzone przez Józefa Stalina i skierowane do produkcji. Koszkin wraz z załogami obu prototypów odbył podróż z Charkowa do Moskwy, a następnie do Linii Mannerheima w Finlandii, wreszcie udał się w podróż powrotną do Charkowa. Test obu prototypów źle się jednak odbił na zdrowiu Koszkina, który ostatecznie zmarł 26 września na zapalenie płuc.
Odznaczony pośmiertnie Orderem Czerwonej Gwiazdy oraz Nagrody Stalinowskiej.